# Hernán Pertúz
Hernán Enrique Pertúz Ortega (Barranquilla, 31 marzo 1989) è un calciatore colombiano, difensore del Cúcuta Deportivo.

## Carriera

### Club
Ha iniziato la sua carriera nelle file giovanili dell'Independiente Medellín. Nel 2007 viene promosso in prima squadra, facendo il suo debutto in una partita di campionato contro l'Once Caldas. Il 3 gennaio 2011, firma un contratto con il Dallas FC.

### Nazionale
Nel 2009 è stato convocato nella nazionale colombiana under-20 per partecipare al Campionato sudamericano di calcio Under-20. Nella competizione ha totalizzato tre gol.